# 레바논의 총리

레바논의 국장

레바논의 총리는 레바논의 내각 수반이다. 공식적으로 각료회의 의장인 레바논 총리는 정부의 수반이자 레바논 각료회의 의장이다. 총리는 레바논 의회 의원 다수의 동의를 얻어 레바논 대통령이 임명한다(1990년 타이프 협정 이후). 관례적으로 공직자는 항상 수니파 무슬림이다.
현 총리는 2021년 9월 10일 취임한 나지브 미카티(Najib Mikati)이다. 미카티는 하산 디아브(Hassan Diab)가 2020년 8월 10일 사임한 지 13개월 만에 총리가 되었으며, 미카티가 취임할 때까지 임시 총리직을 맡았다.
총리는 레바논 부총리의 보좌를 받는다.

## 같이 보기
- 레바논의 대통령